# Nigeria
Nigeria (uitspraak: [niˈɣerija]), officieel de Federale Republiek Nigeria (Engels: Federal Republic of Nigeria), is een land in het westen van Afrika. Het ligt aan de Zuid-Atlantische Oceaan (Golf van Guinea). De buurlanden zijn Benin, Niger, Tsjaad en Kameroen. Sinds 12 december 1991 is Abuja de hoofdstad. Daarvoor had de havenstad Lagos die functie. Nigeria werd op 1 oktober 1960 onafhankelijk van het Verenigd Koninkrijk. Er worden veel verschillende talen gesproken in het land waaronder Hausa, Igbo en Yoruba, met als bestuurlijke taal en veelgebruikte voertaal het Engels.
De naam van het land verscheen voor het eerst in 1897 in The Times en werd voorgesteld door de koloniale redacteur Flora Shaw. De naam is afgeleid van Niger, de langste rivier van het land en het Latijnse achtervoegsel -ia. Volgens sommige bronnen is het een samentrekking van Niger en het Engelse woord Area ("gebied").

## Geschiedenis
In de prekoloniale tijd was het huidige Nigeria de thuisbasis van een groot aantal kleine gemeenschappen, variërend van koninkrijken en patricische republieken tot samenlevingen zonder staatshiërarchie. In de achtste eeuw kwamen voor het eerst moslims in het noorden van het huidige Nigeria om mensen te vertellen over de islam. 
Door het contact met de Europeanen ontstonden er na 1472 vroege havensteden langs de kust, zoals Calabar, Badagry en Bonny, die onder andere zaken deden in de trans-Atlantische slavenhandel. Conflicten in het achterland, zoals de burgeroorlog in het koninkrijk Oyo, zorgden ervoor dat er voortdurend nieuwe slaven werden "geleverd".
Vanaf 1472 kwamen de Portugezen in het zuiden; later kwamen de Engelsen. Nadat de Europeanen aanvankelijk in peper en ivoor hadden gehandeld, gingen ze al spoedig ook over tot de slavenhandel. In 1807 werd de slavenhandel aan Britse onderdanen verboden. De Britten gingen over op de handel in palmolie, terwijl de Portugezen en Spanjaarden nog enige tijd doorgingen met het halen van slaven.
In diezelfde periode, vanaf 1804, verenigde Usman dan Fodio een immens gebied in zijn jihad tegen de superieure maar ruziënde huisstaten van het noorden, dat door zijn opvolgers werd gestabiliseerd als het Kalifaat van Sokoto. Dan Fodio legde er de sharia en Arabische gebruiken op in kledij, cultuur en rechtspraak.

### Britse kolonie
In 1849 werd een Britse consul voor de baai van Biafra en Benin benoemd, wat men als het begin kan beschouwen van de Britse machtsuitbreiding in Nigeria. In 1861 werd een Britse flottielje naar Lagos gezonden en na enige strijd en onderhandelingen werd de stad bezet. Ondanks het verdrag dat koning Akitoyo met de Britten sloot, bleef het onrustig. Daarom stichtten de Britten in 1863 de kolonie Lagos, waarmee zij zelf het gezag in handen namen. In 1879 werd op initiatief van G. Goldie Taubman de United Africa Co. opgericht, die drie jaar later werd gereorganiseerd als de National Africa Co. Ltd. Deze organisatie omvatte een aantal Britse firma's die in Nigeria handel dreven en die nu samen naar verdere expansie in Nigeria gingen streven. Op de Koloniale Conferentie van Berlijn (1885) verkreeg Groot-Brittannië het protectoraat over het zuidelijk deel van het huidige Nigeria. Voor het bestuur over dit gebied verleende de Britse regering in 1886 een mandaat aan de Royal Niger Co. Ltd. Op 1 januari 1900 werd dit mandaat opgeheven en werden de protectoraten Noord- en Zuid-Nigeria ingesteld. Wat hiervan nog niet effectief in bezit was, werd tussen 1900 en 1903 veroverd. In deze periode introduceerde de Hoge Commissaris in Noord-Nigeria, baron Lugard, er het systeem van ‘indirect rule’, waarbij inlanders bij het bestuur werden betrokken. In 1906 werd het Protectoraat Zuid-Nigeria verenigd met de Kolonie Lagos tot de Kolonie en Protectoraat Zuid-Nigeria en in 1914 werd dit met het Protectoraat Noord-Nigeria samengevoegd in de Kolonie en Protectoraat Nigeria.
Na de Eerste Wereldoorlog werd een deel van Kameroen als mandaatgebied bij Nigeria gevoegd. In de Tweede Wereldoorlog werd Nigeria een belangrijke tinleverancier voor de Britse oorlogsindustrie, terwijl grondnoten en palmolie in grote mate bijdroegen tot de voedselvoorziening van de geallieerden. Bij de Grondwet van 1951 kwam de federatie Nigeria tot stand, bestaande uit de volken der Hausa, Yoruba en Ibo. Elk van deze kreeg een grote mate van autonomie en eigen vertegenwoordigende lichamen.

### Onafhankelijkheid
Het noorden en het zuiden van Nigeria werden door het Britse koloniale bestuur, ondanks de grote verschillen in religie en cultuur, samengesmeed tot één land. Een van de eerste bewegingen die zelfbeschikking eiste was de Nigerian Youth Movement. De leider van deze beweging, Nnamdi Azikiwe publiceerde in 1943 een tijdschema voor de onafhankelijkheid van Nigeria. Hier werkte het feit dat Nigeria een gebied was met veel volkeren echter tegen: andere volkeren binnen Nigeria raakten in conflict met Nnamdi Azikiwe, die zelf tot het Igbo-volk behoorde.
Daarna ontstonden bewegingen in Nigeria die volkeren verenigden, en niet het land. Zo werd er door Nnamdi Azikiwe (een Igbo) de National Council of Nigeria and the Cameroons (NCNC) opgericht en door de Yoruba in 1951 de Action Group (AG). In het noorden richtten de Hausa-Fulani het Northern People's Congress (NPC) op in 1949.
De Britten waren langzamerhand van mening dat aan een onafhankelijkheid van Nigeria niet te ontkomen was, en vanwege de verschillen binnen Nigeria in volkeren werd door de Britten een federatie voorgesteld die bestond uit drie deelstaten. Elke deelstaat zou een hoge mate van autonomie krijgen. Op hun beurt zouden door de deelstaten vier ministers geleverd worden aan het centrale bestuur.
In 1959 werden er voor het eerst verkiezingen gehouden voor het federale parlement. Het NPC won (in het noorden woonden bijna zoveel mensen als in de andere gebieden) en vormde een coalitie met de NCNC. De Federatie van Nigeria werd in oktober 1960 een onafhankelijk land binnen het Gemenebest met de Britse koningin Elizabeth II als staatshoofd. Abubakar Tafawa Balewa, uit het noorden, werd premier en Nnamdi Azikiwe gouverneur, deze functie was echter puur ceremonieel. Na deze verkiezingen en de onafhankelijkheid nam de corruptie door regeringsfunctionarissen erg toe. In 1963 werd de Federale Republiek Nigeria uitgeroepen en werd Nnamdi Azikiwe president.
In 1964 werden er parlementaire verkiezingen gehouden, die werden gewonnen door de Nigerian National Alliance (NNA), een samenvoeging van de NPC en een deel van de AG. Er hing echter een zweem van intimidatie en omkoping rond deze verkiezingen. De deelstaatverkiezingen in 1965 liepen uit op een bloedbad: De Igbo's waren buitenspel gezet en er vielen duizenden doden. Op 14 januari 1966 werd er een militaire coup gepleegd, vooral door officieren met een Igbo-signatuur. Deze coup werd dan ook geleid door een Igbo-generaal: Chukwuma Nzeogwu. De premier, twee regionale premiers en de gehele top van legerofficieren in de noordelijke en westelijke regio's werden brutaal vermoord. De coup mislukte echter en Nzeogwu werd gearresteerd in Lagos op 18 januari 1966 in het gezelschap van kolonel Conrad Nwawa, volgend op zijn vijfpuntenovereenkomst met generaal Johnson Aguiyi-Ironsi die onder controversiële omstandigheden het eerste militaire staatshoofd van Nigeria werd. Dit maakte een einde aan de federatie en er werd een anti-corruptiecampagne door Aguiyi-Ironsi gestart. Maar ook deze regering werd niet populair omdat de regering vooral door Igbo's werd gedomineerd. Op 29 juli 1966 volgde er echter een tegencoup vanuit de Hausa-stammen. Deze tegencoup werd geleid door luitenant-kolonel Yakubu Gowon. Ironsi werd vermoord en veel Igbo's vluchtten vanuit heel Nigeria naar het zuidoosten van Nigeria.

### Biafra
In 1966 waren honderdduizenden Igbo uit het noorden naar hun stamland terug gevlucht na slachtpartijen waarbij duizenden onder hen waren vermoord. Achtergrond van de pogroms was een tribale machtsstrijd tussen politieke elites. Toen de Oost-Nigeriaanse Igbo-gouverneur Chukwuemeka Ojukwu van de centrale regering onvoldoende garanties kreeg ter bescherming van zijn volk, kondigde hij op 30 mei 1967 eenzijdig de onafhankelijkheid van zijn gebied af (Republiek Biafra). Ook onvrede met de administratieve herindeling van de regio speelde hierin mee. Hierop brak in juli 1967 een burgeroorlog uit die tot 1970 zou duren. Het federale leger rukte op naar de Biafraanse hoofdstad Enugu. Verscheidene internationale vredesinitiatieven mislukten en vanaf oktober 1968 tot eind 1969 bleven de militaire operaties onbeslist. Op 15 januari 1970 capituleerde Biafra. Ojukwu vluchtte naar het buitenland. Een van de belangrijkste oorzaken van die oorlog was de vondst van olie in Biafra. De schatting van het dodental door deze oorlog en de ermee gepaard gaande hongersnood lopen sterk uiteen, ten minste een half miljoen mensen stierven, maar door sommige waarnemers worden 2 miljoen slachtoffers genoemd. Bij de wederopbouw van Oost-Nigeria werden de Igbo op de achtergrond gehouden.

### Na 1970
Nigeria, dat door zijn aardolievoorraden economisch een sterke positie innam, diende zich nadrukkelijk aan als leider van de Afrikaanse staten in de politieke en economische relaties met de niet-Afrikaanse wereld. President Gowon werd in juli 1975 via een militaire staatsgreep zonder bloedvergieten afgezet; zijn opvolger, generaal M. Mohammed, kwam in februari 1976 bij een mislukte staatsgreep tegen zijn bewind om het leven.
In de noordelijke stad Kaduna vonden in 2000 bloedige onlusten plaats tussen moslims en christenen, waarbij volgens onafhankelijke bronnen ten minste duizend doden vielen. Aanleiding was de mogelijke invoering van de islamitische wet, de sharia. De deelstaat Zamfara voerde in 1999 als eerste deelstaat de sharia in. Aan het eind van het jaar gold de islamitische wet in zeven deelstaten. Christenen, die vooral in het zuiden wonen, menen dat de islamitische wet in tegenspraak is met de seculiere grondwet. Toenmalig president Obasanjo, zelf christen, liet zich niet publiekelijk uit over de sharia.
De voedselcrisis in Nigeria wordt almaar penibeler, waarschuwen de Verenigde Naties en Artsen zonder Grenzen. Dat is vooral te wijten aan de 'enorme bezuinigingen' in internationale noodhulp, luidt het. Meer dan 600 kinderen zijn dit jaar al gestorven aan ondervoeding. In 2025 lijden in heel Nigeria bijna 31 miljoen mensen aan acute honger, een recordaantal volgens David Stevenson, hoofd van het Wereldvoedselprogramma van de Verenigde Naties (WFP) in dat land. Hij waarschuwt dat het WFP over enkele dagen - eind juli - alle voedselhulp aan 1,3 miljoen mensen in het door opstand getroffen noordoosten van Nigeria moet opschorten. De voorraden zijn immers uitgeput.  

## Bevolking

### Demografie
Nigeria is een dichtbevolkt land, met 214,6 miljoen inwoners (2020), ook al verschillen de aantallen nogal per bron. Het is tevens het land met de meeste inwoners van Afrika en het heeft een sterke bevolkingsgroei. In 2022 lag het gemiddelde aantal kinderen per vrouw op 5,3, hoewel daarin binnen het land grote verschillen zijn. Zo ligt het gemiddelde kindertal in Lagos op 3,4 maar in het noordelijk gelegen Katsina op 7,3 kinderen per vrouw.

### Etnische groepen
Er zijn meer dan 250 verschillende etnische groepen, waarvan de Haussa en Fulani in het noorden (29%), de Igbo (fonetisch: 'Ibwo) in het zuiden (18%), de Yoruba in het westen (21%) en de Ijaw (10%) de belangrijkste zijn. Ook de Tiv (5%), de Kanuri (4%), en de Ibibio (3,5%) vormen stammen van respectabele grootte.
Zeker de belangrijkste stammen zijn in een voortdurende strijd om de macht verwikkeld, wat van tijd tot tijd tot geweldsuitbarstingen leidt. Daarbij komen spanningen vanwege religieuze verschillen: de Haussa bijvoorbeeld zijn overwegend moslim, terwijl de Igbo overwegend christen zijn.

### Godsdienst

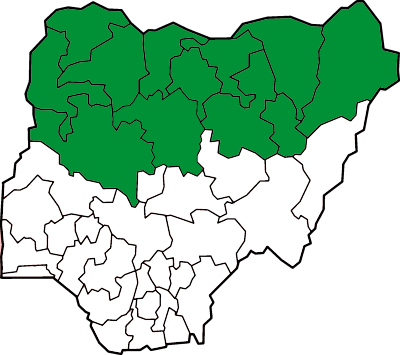
Het noorden van Nigeria waar de islamitische wetgeving van toepassing is.

Nigeria is een samenleving met de islam, het christendom en eerdere traditionele Afrikaanse religies. Volgens recente schattingen is 45,5% van de bevolking christen: 19,9% protestants-christelijk, 12,3% Kerken van Christus, 10,1% anglicaans en 8,2% katholiek. De islam is de grootste religie met 50,5 %, bestaande uit 95% soennitische islam en 5% sjiitische islam. 6% van de Nigeriaanse bevolking beoefent traditionele Afrikaanse religie. Daarnaast is er de mengvorm van christendom en islam dat ontstond in Lagos; chrislam probeert zich te concentreren op een verband tussen de Bijbel en de Koran. Er wordt dan uit beide teksten voorgelezen met daarbij islamitische en christelijke gebruiken.
Het noorden van het land is voornamelijk islamitisch, terwijl het zuiden voornamelijk christelijk is. In een zuidwestelijke stad als Ibadan vindt men ongeveer evenveel christenen als moslims. Circa 27% van de totale bevolking is protestants en 13% katholiek (zie Katholieke Kerk in Nigeria).
Het land is reeds lange tijd het toneel van hevige etnische en religieuze conflicten. Het verschil in godsdienst tussen de islamitische Hausa en de christelijke Igbo vormt een der tegenstellingen tussen beide volken, die in 1967 leidden tot de burgeroorlog.
De islamitische groepering Boko Haram is sinds het midden van de jaren 2000-2009 actief. De groepering is een voortzetting van de Kanuri-traditie die terug wil naar het vroegere Kanem-Bornu Rijk. Dit doet Boko Haram vooral door het grote aantal aanslagen en door de ontvoering op 15 april 2014 van een grote groep schoolmeisjes bekend. In december 2020 ontvoerden ze 344 schooljongens in noordwest Nigeria: het totale aantal ontvoerde schoolkinderen loopt in de duizenden. De Boko Haram gebruikt verder alle mogelijke vormen van geweld. Het totaal aantal slachtoffers door het geweld van de Boko Haram is sinds 2011 tot meer dan 23.000 opgelopen. Het meeste geweld wordt in het noordoosten van Nigeria gepleegd.

### Rechtspraak
Twaalf noordelijke staten waar de moslimbevolking de meerderheid vormt, hebben aan het begin van de 21e eeuw tot onvrede van de christelijke minderheid de burgerlijke wetgeving vervangen door de islamitische sharia. In het voornamelijk christelijke zuiden gelden de wetten van de overheid.
In augustus 2020 werd een 22-jarige populaire zanger Yahaya Sharif-Aminu ter dood veroordeeld in de Noord-Nigeriaanse staat Kano door de shariarechtbank. De zanger zou via Whatsapp een lied hebben verspreid waarin hij de profeet Mohammed beledigt. De doodstraf is anno 2020 slechts eenmaal daadwerkelijk voltrokken, in 2002.

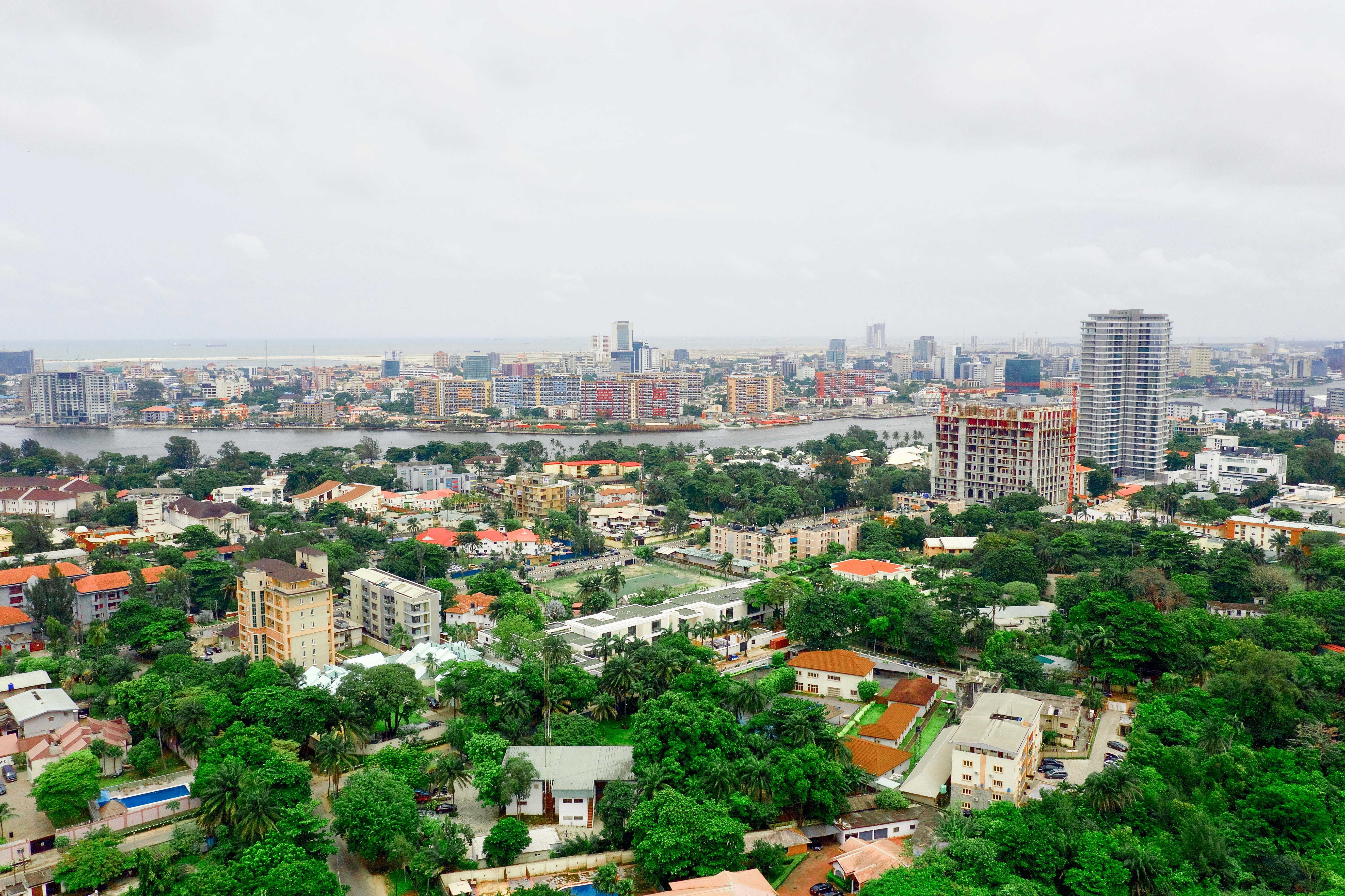
Lagos

## Bestuurlijke indeling
Nigeria bestaat uit 36 staten en een federaal hoofdstedelijk territorium (Federal Capital Territory).

## Geografie
Nigeria is gesitueerd in westelijk Afrika. De kustlijn van 853 km grenst over het gehele zuiden aan de Golf van Guinee, een deel van de Atlantische Oceaan. Onderdeel van de Golf van Guinee is de Baai van Benin in het zuidwesten en de Golf van Bonny in het zuidoosten. De landgrenzen van Nigeria hebben een totale lengte van 4047 km.
Nigeria kent een gevarieerd landschap. Van zuid naar noord kan men het land grofweg in de volgende vegetatiezones verdelen; mangrove aan de kust, tropisch regenwoud, voor het grootste deel savanne en grassteppe in het uiterste noordwesten. Het reliëf wordt voor een groot deel bepaald door het stroomgebied van de twee belangrijkste rivieren; de Niger en de Benue, die op zo'n 390 km van de kust bij elkaar komen en samen de Nigerdelta vormen, een van de grootste delta's ter wereld.
Berggebieden en heuvels bevinden zich vooral in het oosten op de grens van Kameroen, waar zich het Adamawagebergte bevindt. Hier bevindt zich ook het hoogste punt van Nigeria, de Chappal Waddi met een hoogte van 2419 m. In het zuiden bevinden zich enkele heuvelgebieden en in het noorden bevindt zich uitgebreide plateaus, zoals het Josplateau en het Bauchiplateau.

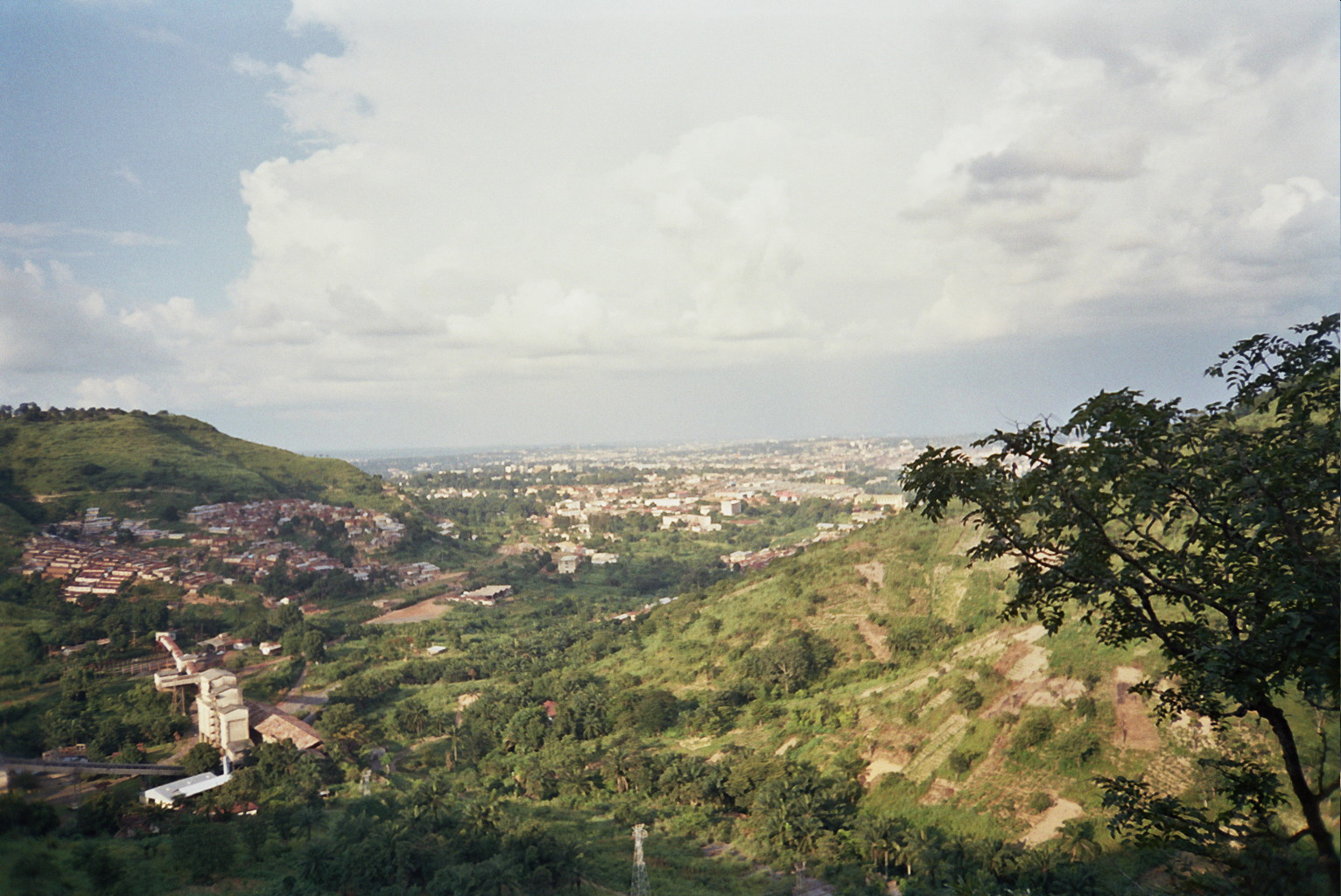
Enugu gezien vanuit de heuvels

### Klimaat
Nigeria heeft een tropisch klimaat. Het kustgebied heeft een regenrijk klimaat met neerslag gedurende het gehele jaar. Hoewel de temperatuur er zelden hoger komt dan 32 °C, schommelt de vochtigheid tussen 90 en 100%. In het westen van de kustvlakte (Lagos) is de gemiddelde jaarneerslag ca. 1780 mm; deze loopt naar het oosten geleidelijk op tot ca. 4320 mm. Overig Nigeria heeft eveneens een tropisch klimaat maar in tegenstelling tot dat van de kust met twee seizoenen: een droog seizoen met gematigde temperaturen (gemiddeld 21 °C) van november tot april, en van mei tot oktober een regenseizoen (gemiddeld 31 °C).

### Fauna
De dierenwereld is rijk aan soorten. Woestijn- en sahelfauna zijn o.a. vertegenwoordigd door gazellen en andere antilopen en de savannefauna wordt gekenmerkt door het grote wild als leeuw, olifant, giraffe en talrijke antilopen. Van de kafferbuffel komt slechts de kleine vorm, de woudbuffel, voor; zebra's komen niet zo ver oostelijk voor. In de grote rivieren huist het nijlpaard en in de Nigerdelta, wellicht nog zeer zeldzaam, ook het dwergnijlpaard. Het tropisch regenwoud huisvest een zeer rijke fauna, waaronder vooral de zoogdieren de basis vormen van het ‘bushmeat’. De bosfauna wordt o.a. gekenmerkt door een groot aantal apen, vooral meerkatten, en in het oosten ook nog mensapen (chimpansee en gorilla). De dierenwereld geniet in de praktijk niet altijd effectieve bescherming in een aantal reservaten. Bedreigende factoren zijn echter een sterke bevolkingsgroei, gepaard gaande met een grote economische groei, kaalslag van het bos en niet aflatende, nauwelijks gereguleerde jacht op elk dier groot genoeg om gegeten te worden. Het grote wild van de savanne is in Midden- en Noord-Nigeria reeds zeer schaars geworden en enkele soorten zijn al vrijwel uitgeroeid.

### Steden
Andere belangrijke steden naast Abuja en Lagos zijn:
- Benin City
- Enugu
- Gusau
- Ibadan
- Kaduna
- Kano
- Owerri
- Oyo
- Port Harcourt
- Warri
- Calabar
- Jos
- Onitsha

## Economie

### Armoede
Volgens het Ontwikkelingsprogramma van de Verenigde Naties leeft in Nigeria 60,8% van de bevolking onder de armoedegrens.

## Cultuur
De eerste Afrikaanse Nobelprijswinnaar voor literatuur was een Nigeriaan: Wole Soyinka. Andere bekende Nigeriaanse schrijvers zijn Chimamanda Ngozi Adichie, Chinua Achebe, John Pepper Clark, Ben Okri, Sonny Oti en Ken Saro Wiwa. Ken Saro Wiwa is in 1995 door het militaire regime geëxecuteerd.
Nigeria kent een levendige filmcultuur. De zogenaamde Nollywood-films (waarvan er per jaar ongeveer 1000 worden gemaakt), zijn in Nigeria en andere Afrikaanse landen bijzonder populair en hebben de Amerikaanse films vrijwel verdreven. De Nollywood-films zijn niet echt bekend in het westen.
Ook op muziekgebied heeft Nigeria een rijke traditie, met succesvolle artiesten in genres als jùjú (King Sunny Adé, Ebenezer Obey), fújì (Ayinde Barrister), afrobeat (Fela Kuti, Femi Kuti, Lagbaja), soul/r&b (Sade) en afrobeats (Burna Boy, Wizkid, P-Square). Zie hiervoor bijvoorbeeld ook de lijst van Afrikaanse muzikanten.
Een belangrijke stimulator in Nigeria is de Committee for Relevant Art. Ze is de organisator achter verschillende evenementen en festivals om de kunst en cultuur in het land te bevorderen en ondersteunen. CORA wordt vormgegeven door kunstenaars en kunstcritici en -liefhebbers die zich cultural landscapists noemen.

## Politiek
- Nigeria kent algemeen stemrecht sinds 1958. Verkiezingen vinden om de vier jaar plaats voor zowel parlement als voor het kiezen van een president.
- De kiesleeftijd is 18 jaar.
- Recente verkiezingen: Algemene verkiezingen 2019
- Lijst van presidenten van Nigeria
- Lijst van premiers van Nigeria
- Nationale Vergadering van Nigeria (parlement)
  - Huis van Afgevaardigden (lagerhuis 360 leden)
  - Senaat (hogerhuis 109 leden)
- Politieke partijen: All Progressives Congress (regering) - Peoples Democratic Party (oppositie) - National Council of Nigeria and the Cameroons (historisch)
- In 2008 betitelde de internationale mensenrechtenorganisatie Human Rights Watch Nigeria als een valse democratie
- Lid van de Organisatie voor Islamitische Samenwerking (OIC) sinds 1986.
- Lid van de Islam in Africa Organisation (IAO) sinds 1989.